# Mells
Mells is een civil parish in het bestuurlijke gebied Mendip, in het Engelse graafschap Somerset met 638 inwoners.